# 88a Brigada Mixta (Exèrcit Popular de la República)
La 88a Brigada Mixta va ser una unitat de l'Exèrcit Popular de la República creada durant la Guerra Civil Espanyola. Durant la major part de la contesa va estar desplegada en els fronts de Còrdova i Extremadura.

## Historial
La unitat va ser creada al març de 1937, sobre la base dels batallons anarquistes que combatien en el Front de Còrdova. També es va integrar en la brigada l'antiga Columna Andalusia-Extremadura, formada per anarcosindicalistes. El comandament de la unitat va ser encomanat al tinent coronel de Carrabiners Juan Fernández Pérez. La 88a BM va passar a formar part de la 19a Divisió del VIII Cos d'Exèrcit i va ser destinada al sector Peñarroya-Pueblonuevo, on va intervenir en les operacions ofensives entre el 27 de març i 13 d'abril. A l'agost el comandant d'artilleria Francisco Blanco Pedraza es va fer càrrec del comandament de la unitat. Uns mesos després, al desembre, Blanco va lliurar el comandament de la brigada mixta al major de milícies Francisco Rodríguez Muñoz, i la unitat va quedar incorporada a la 38a Divisió, amb el seu lloc de comandament en Hinojosa del Duque.
En la primavera de 1938 va participar en una petita ofensiva en el sector d'Azuaga-La Granja de Torrehermosa, però l'atac va acabar acabant en fracàs. Uns mesos després va prendre part en les operacions relacionades amb el Tancament de la bossa de Mèrida, on va tenir una destacada actuació. Al final dels combats la 88a BM va passar a cobrir la línia defensiva del riu Zújar. El 27 de març de 1939, amb la descomposició del front i de l'Exèrcit republicà, la brigada es va autodissoldre.
En els últims mesos de la contesa l'anarquista Antonio Raya va ser comissari polític de la brigada. Després del final de la contesa, Raya es va convertir en un important líder del maquis antifranquista a Andalusia, organitzant guerrilles rurals i urbanes que van actuar a les províncies de Màlaga, Còrdova o Granada.

## Comandaments
Comandants
- Tinent coronel de carrabiners Juan Fernández Pérez;
- Comandant d'artilleria Francisco Blanco Pedraza;
- Major de milícies Francisco Rodríguez Muñoz;

Comissaris
- José Pérez Pareja, de la CNT;
- Antonio Raya, de la CNT;